# Palythoa shackletoni
Palythoa shackletoni är en korallart som beskrevs av Oscar Henrik Carlgren. Palythoa shackletoni ingår i släktet Palythoa och familjen Zoanthidae. Inga underarter finns listade i Catalogue of Life.